# Iván Palazzese
Iván Palazzese (Alba Adriatica, Italia, 2 de enero de 1962 - Hockenheim, Alemania Federal, 28 de mayo de 1989) fue un motociclista italo-venezolano que participó en el Campeonato del Mundo de Motociclismo. 

## Carrera deportiva
En el Autódromo Internacional de San Carlos (del estado Cojedes de Venezuela) Iván Palazzese hizo sus primeras competencias. El niño llamado Iván Palazzese, proveniente del karting, hizo su debut en la clase 125cc con apenas 13 años de edad. Iván pronto empezó a competir a niveles internacionales, junto con su amigo Johnny Cecotto y bajo la supervisión del "tutor" Andrea Ippolito.
Palazzese fue el más joven motociclista alcanzar el podio en un Gran Premio del Campeonato del Mundo de Motociclismo, al terminar tercero detrás de Ángel Nieto y Anton Mang en la categoría de 125cc del Gran Premio de Venezuela de 1977, con apenas 15 años.
Iván Palazzese tuvo su mejor temporada en 1982, cuando ganó dos Grandes Premios en 125cc, los de Suecia y Finlandia y terminó en el tercer lugar del Campeonato Mundial de la cilindrada. Después de 1983 ascendió a la categoría 250 cc. con el equipo Yamaha hasta 1988, cuando pasó al equipo Aprilia.
En 1989 Iván Palazzese murió en un accidente durante el Gran Premio de Alemania Occidental en Hockenheim  (Alemania). Iván, después de chocar con otro motociclista en la pista, cayó y fue arrollado por otra motocicleta que corría detrás, falleciendo en pocos minutos.
Su amigo Johnny Cecotto, otro motociclista Italo-venezolano, quedó muy afectado por su prematura muerte. Se le rindieron funerales de Estado en Venezuela. 
En Alba Adriatica (en la región de los Abruzzo de Italia) donde nació, le han levantado un monumento, en el que aparece con su casco de carrera en mano.

## Breve historial
Iván Palazzese participó en 69 Grandes Premios, consiguiendo 9 podiums.
Ganó dos Grandes Premios. Su carrera duró 12 años: de 1977 a 1989. Su mejor clasificación en un Mundial fue en 1982, cuando terminó tercero. Perteneció a tres equipos: Morbidelli, Yamaha y Aprilia.

### Carreras por temporada

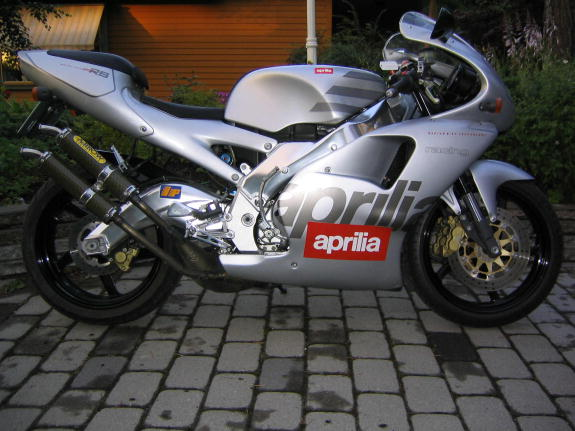
Modelo reciente de la Moto Aprilia 250 cc en que murió Iván Palazzese en el Gram Premio de Alemania de 1989.

Sistema de puntuación desde 1969 a 1987:
Sistema de puntuación desde 1969 hasta 1987:
| Posición | 1.º | 2.º | 3.º | 4.º | 5.º | 6.º | 7.º | 8.º | 9.º | 10.º |
| Puntos   | 15  | 12  | 10  | 8   | 6   | 5   | 4   | 3   | 2   | 1    |

Sistema de puntuación de 1988 a 1991:
Sistema de puntuación desde 1988 hasta 1991:
| Posición | 1.º | 2.º | 3.º | 4.º | 5.º | 6.º | 7.º | 8.º | 9.º | 10.º | 11.º | 12.º | 13.º | 14.º | 15.º |
| Puntos   | 20  | 17  | 15  | 13  | 11  | 10  | 9   | 8   | 7   | 6    | 5    | 4    | 3    | 2    | 1    |

| Año  | Categoría | Moto               | 1       | 2       | 3       | 4       | 5       | 6       | 7       | 8       | 9       | 10      | 11      | 12     | 13    | 14     | 15    | Puntos | Posición |
| ---- | --------- | ------------------ | ------- | ------- | ------- | ------- | ------- | ------- | ------- | ------- | ------- | ------- | ------- | ------ | ----- | ------ | ----- | ------ | -------- |
| 1977 | 125cc     | Morbidelli         | VEN 3   | AUT -   | GER -   | NAT -   | ESP -   | FRA -   | YUG -   | NED -   | BEL -   | SWE -   | FIN -   | GBR -  |       |        |       | 10     | 16.º     |
| 1978 | 125cc     | Morbidelli         | VEN Ret | ESP 12  | AUT Ret | FRA -   | NAT 15  | NED -   | BEL -   | SWE -   | FIN -   | GBR -   | GER -   |        | YUG - |        |       | 0      | -        |
| 1979 | 125cc     | Morbidelli         | VEN Ret | AUT -   | ALE -   | NAC -   | ESP Ret | YUG -   | NED -   | BEL -   | SUE -   | FIN -   | GBR -   | CHE -  | FRA - |        |       | 0      | -        |
| 1980 | 125cc     | Morbidelli         | NAT 6   | ESP 2   | FRA Ret | YUG Ret | NED Ret | BEL 30  | FIN -   | GBR 4   | CZE 8   | GER 11  |         |        |       |        |       | 28     | 7.º      |
| 1981 | 125cc     | Morbidelli         | ARG Ret | AUT -   | GER -   | NAT -   | FRA 7   | ESP 2   | YUG 6   | NED 5   |         | RSM Ret | GBR Ret | FIN -  | SWE 3 | CZE -  |       | 37     | 7.º      |
| 1982 | 125cc     | Morbidelli         | ARG 5   | AUT Ret | FRA 21  | ESP Ret | NAT Ret | NED 6   | BEL Ret | YUG 5   | GBR 5   | SWE 1   | FIN 1   | CZE 2  |       |        |       | 75     | 3.º      |
| 1983 | 250cc     | Venemotos Yamaha   | RSA 10  | FRA 14  | NAT 8   | GER Ret | ESP 10  | AUT 18  | YUG Ret | NED 2   | BEL 8   | GBR 16  | SWE 15  |        |       |        |       | 20     | 13.º     |
| 1984 | 250cc     | Venemotos Yamaha   | RSA 8   | NAT Ret | ESP Ret | AUT -   | GER Ret | FRA DNQ | YUG 6   | NED 20  | BEL 4   | GBR DNS | SWE 16  | RSM 12 |       |        |       | 16     | 15.º     |
| 1985 | 250cc     | Venemotos Yamaha   | RSA 14  | ESP 17  | GER Ret | NAT 16  | AUT DNQ | YUG -   | NED -   | BEL -   | FRA -   | GBR -   | SWE -   | RSM -  |       |        |       | 0      | -        |
| 1986 | 250cc     | Rotax              | ESP -   | NAT 20  | GER DNQ | AUT -   | YUG -   | NED -   | BEL -   | FRA -   | GBR -   | SWE -   | RSM -   |        |       |        |       | 0      | -        |
| 1987 | 250cc     | F.M.V. Yamaha      | JPN -   | ESP DNQ | GER DNQ | NAT -   | AUT Ret | YUG 10  | NED 6   | FRA Ret | GBR -   | SWE -   | CZE 8   | RSM 12 | POR - | BRA -  | ARG - | 16     | 9.º      |
| 1988 | 250cc     | Team Manoca-Yamaha | JPN Ret | USA -   | ESP Ret | EXP 21  | NAT -   | GER -   | AUT 9   | NED 13  | BEL Ret | YUG -   | FRA -   | GBR 11 | SWE 6 | CZE 17 | BRA - | 25     | 18.º     |
| 1989 | 250cc     | Aprilia            | JPN -   | AUS 18  | USA 11  | ESP 11  | NAT 7   | GER -   | AUT -   | YUG -   | NED -   | BEL -   | FRA -   | GBR -  | SWE - | CZE -  | BRA - | 19     | 22.º     |

| Color     | Resultado                                                               |
| --------- | ----------------------------------------------------------------------- |
| Oro       | Ganador                                                                 |
| Plata     | 2.ª plaza                                                               |
| Bronce    | 3.ª plaza                                                               |
| Verde     | Finalizó en los puntos                                                  |
| Azul      | Finalizó sin puntos                                                     |
| Azul      | NC - No clasificado                                                     |
| Violeta   | Ret - No terminó (Carrera)                                              |
| Rojo      | DNQ - No se clasificó                                                   |
| Negro     | DSQ - Descalificado                                                     |
| Blanco    | DNS - No empezó (carrera)                                               |
| Blanco    | WD - Retirado (fin de semana)                                           |
| Blanco    | C - Carrera cancelada                                                   |
| Sin color | DNP - Inscrito pero no participó                                        |
| Sin color | INJ - Lesionado                                                         |
| Sin color | EX - Excluido                                                           |
| Estado    | Resultado                                                               |
| Negrita   | Pole position                                                           |
| Cursiva   | Vuelta rápida                                                           |
| †         | Abandona, pero clasifica al completar el porcentaje requerido para ello |